# Yang Miaozhen
Yang Miaozhen (1193-1250) fue una líder militar y guerrera china medieval.

## Biografía
Natural de Yidu, vivió a finales de la dinastía Song, en un tiempo turbulento y devastado por la guerra. En 1211, su hermano Yang Un'er organizó un grupo de bandidos errantes. En algún momento después de 1214, fue asesinado, y la joven Miaozhen de veinte años fue elegida como su sucesora al mando de una banda de diez mil forajidos. Unió sus fuerzas y se casó con Li Quan, otro jefe de bandidos.
En 1218, Li Quan prometió lealtad a los Song del Sur, pero nunca fue totalmente confiable . Mientras Li Quan salía en campañas militares contra los mongoles y los jurchen, su esposa gobernaba su ciudad base de Huai'an (ignorando a los prefectos enviados por los Song).
En 1226, Li Quan luchó contra los mongoles, pero fue vencido y asediado en Yidu. Aguantó durante un año, pero los intentos de Yang Miaozhen de socorrerle fracasaron, por lo que se rindió a los mongoles en la primavera de 1227 y cambió su lealtad a ellos. Le hicieron gobernador de Shandong. Los Song respondieron cortando los suministros alimentarios de Yang Miaozhen. Sus tropas se amotinaron, pero Li Quan marchó en su ayuda y restableció el control. A principios de 1231, Li Quan murió atacando Yangzhou, una de las principales ciudades de los Song. Después de algunos intentos por encontrar un jefe masculino, sus fuerzas fueron colocadas bajo el mando de su viuda Yang Miaozhen. Aun así, cuatro meses más tarde, los Song atacaron Huai'an. Ante la inevitable derrota, Yang Miaozhen condujo sus tropas a unirse con los mongoles, quienes en 1232 la nombraron gobernadora de Yidu. La sucedió su hijo adoptado Li Tan, poco antes o después de su muerte en 1250.